# Oglasa annulisigna
Oglasa annulisigna là một loài bướm đêm trong họ Noctuidae.